# Folger Ferenc
Folger Ferenc (Buda, 1779. január 23. – Besztercebánya, 1840. január 29.) besztercebányai kanonok.

## Élete
A gimnáziumot Besztercebányán és Pozsonyban végezte 1793-ban, midőn az egyházi rendbe lépett. 1799-ben praebendarius, 1800-ban a püspök szertartója, 1803-ban titkárja és szentszéki jegyző, 1806-ban nagylovcsei plébános, 1807-ben egyházkerületi irodaigazgató, 1821-ben besztercebányai kanonok és 1827-ben a szeminárium rektora lett. A pozsonyi országgyűlésen, mint az egyházkerület kiküldöttje, a szabad királyi bányavárosok követeinek szószólója volt.

## Munkái
Trauerrede auf den Tod Sr. Päpstlichen Heiligkeit Leo XII. bei Gelegenheit des feyerlichen, zu Neusohl am 1. April 1829. abgehaltenen Trauergottesdienstes. Neusohl.